# Commanderie de Courtesserre
La commanderie de Courteserre était, sous l'Ancien Régime, une paroisse et le siège d'une commanderie de l'ordre de Saint-Jean de Jérusalem de la langue d'Auvergne et d'une justice.

## Histoire
L'église Saint-Martin, construite sur des bases romanes et finie par du gothique faisait partie de la commanderie, elle est inscrite à l'inventaire supplémentaire des monuments historiques depuis 1926. Elle comportait un clocher de 4 cloches.

### Les membres et annexes de la commanderie de Courtesserre
Le commandeur de Courtesserre administrait également d'autres possessions appelés membres:
- Dans le Puy-de-Dôme et faisant partie du diocèse de Clermont :
  - Saint-Jean de Billom, commune de Billom : membre avec chapelle ;
  - Ligonne, commune d'Ambert : membre avec chapelle ;
  - Tallende : membre qui fut d'abord une commanderie templière
  - Vivic, commune d'Arlanc : membre ;
- En Haute-Loire, en partie au diocèse de Saint-Flour :
  - Chanteduc, commune de Laval-sur-Doulon[3] : domaine ;
  - Farreyrolles, commune de Léotoing[3] : membre avec chapelle (disparue), ancienne seigneurie templière[4] ;
  - Le Chambon, commune de Cohade[5] : membre, ancienne commanderie templière ;

| \| Courtesserre Billom Le Chambon Chanteduc Farreyrolles Ligonne Tallende Vivic \| Courtesserre et ses membres avant la Révolution française |
| Courtesserre Billom Le Chambon Chanteduc Farreyrolles Ligonne Tallende Vivic                                                                 |